# Masiphya manteophaga
Masiphya manteophaga är en tvåvingeart som beskrevs av Guimaraes 1966. Masiphya manteophaga ingår i släktet Masiphya och familjen parasitflugor. Inga underarter finns listade i Catalogue of Life.